# Бруно фон Кирхберг
Бруно фон Кирхберг (на немски: Bruno von Kirchberg; † 24 август 1288, Бриксен) е епископ на Бриксен от 1250 до 1288 г.

## Живот
Бруно произлиза от швабска благородническа фамилия близо до Улм. Той е син на граф Еберхард II граф фон Кирхберг и съпругата му (вер. Берта) фон Албек, дъщеря на Витегов фон Албек († сл. 1190) и съпругата му Берхун фон Кирхберг († 1220), която е омъжена втори път за граф Волфрад I фон Феринген († сл. 1216). Брат е на минезингер Конрад I фон Кирхберг († 1286), Ото IV фон Кирхберг и Бранденбург († сл. 1220), и (вер.) Еберхард III фон Кирхберг († 1282/1283), и (вер.) на Конрад II фон Кирхберг († 1276/1282/1286).
Бруно първо е домхер в Магдебург. През 1250 г. е избран за епископ на Бриксен и като княз на немската империя има и светска мощ. Той построява на скала дворец Брунек (1251 – 1288) и основава градското селище Брунек (днес в Италия). При Бриксен той построява нова епископска резиденция.
През 1265 г. Бруно сключва съюз с чичо си Майнхард II и му се подчинява почти напълно. През 1274 г. Бруно участва във Втория лионски събор и 1286 г. в националния синод във Вюрцбург.
Той умира на 24 август 1288 г. и е погребан в катедралата на Бриксен (Бресаноне).